# Tournoi des Quatre Nations 2011
Navigation
Édition précédente Édition suivante
Le Tournoi des Quatre Nations 2011 (en anglais Rugby League Four Nations) est la troisième édition de cette compétition internationale de rugby à XIII. Elle se déroule du 28 octobre au 19 novembre 2011 en Angleterre et au Pays de Galles. Les quatre participants sont l’Australie (no 1 mondial), la Nouvelle-Zélande (no 2 mondial), l'Angleterre (no 3 mondial) et le Pays de Galles (no 7 mondial) (qualifié grâce à la victoire de la coupe d'Europe 2010).

## Équipes

### Australie
- Sélectionneur :  Tim Sheens

| Club                          | Joueurs                                                   |
| ----------------------------- | --------------------------------------------------------- |
| Brisbane Broncos              | Darren Lockyer, Corey Parker, Sam Thaiday, Jharal Yow Yeh |
| Canberra Raiders              | David Shillington                                         |
| Canterbury-Bankstown Bulldogs | Josh Morris3                                              |
| Cronulla Sharks               | Paul Gallen                                               |
| Manly-Warringah Sea Eagles    | Daly Cherry-Evans, Anthony Watmough, Tony Williams        |
| Melbourne Storm               | Cooper Cronk, Billy Slater, Cameron Smith                 |
| Newcastle Knights             | Darius Boyd, Akuila Uate                                  |
| North Queensland Cowboys      | Matthew Scott, Johnathan Thurston                         |
| Parramatta Eels               | Willie Tonga2                                             |
| Penrith Panthers              | Luke Lewis                                                |
| South Sydney Rabbitohs        | Greg Inglis                                               |
| St George Illawarra Dragons   | Beau Scott1                                               |
| Wests Tigers                  | Chris Lawrence, Robbie Farah, Keith Galloway              |

1 Glenn Stewart était sélectionné dans l'équipe, mais il a dû déclarer forfait pour des raisons personnelles. Il a été remplacé par Beau Scott.
2 Brett Stewart était sélectionné dans l'équipe, mais il a dû déclarer forfait à cause d'une blessure. Il a été remplacé par Willie Tonga.
3 David Taylor était sélectionné dans l'équipe, mais il a dû déclarer forfait à cause d'une blessure. Il a été remplacé par Josh Morris.

### Angleterre
- Sélectionneur :  Steve McNamara

| Club             | Joueurs |
| ---------------- | --- |
| Brisbane Broncos | Jack Reed |
| Castleford       | Rangi Chase |
| Huddersfield     | Leroy Cudjoe |
| Hull             | Tom Briscoe, Kirk Yeaman |
| Leeds            | Carl Ablett, Ryan Bailey, Ryan Hall, Ben Jones-Bishop, Danny McGuire, Jamie Jones-Buchanan, Jamie Peacock(C), Kevin Sinfield |
| Melbourne Storm  | Gareth Widdop |
| St Helens        | James Graham, James Roby, Jon Wilkin                                                                                         |
| Warrington       | Garreth Carvell, Adrian Morley, Ben Westwood                                                                                 |
| Wests Tigers     | Gareth Ellis, Chris Heighington                                                                                              |
| Wigan            | Michael McIlorum, Sam Tomkins                                                                                                |

### Nouvelle-Zélande
- Sélectionneur :  Stephen Kearney

| Club                        | Joueurs                                                                                              |
| --------------------------- | --- |
| Brisbane Broncos            | Gerard Beale, Alex Glenn                                                                             |
| Cronulla Sharks             | Jeremy Smith                                                                                         |
| Manly-Warringah Sea Eagles  | Kieran Foran                                                                                         |
| Melbourne Storm             | Adam Blair, Sika Manu, Kevin Proctor                                                                 |
| New Zealand Warriors        | Lewis Brown, Kevin Locke, Simon Mannering, Ben Matulino, Russell Packer, Bill Tupou1, Elijah Taylor3 |
| North Queensland Cowboys    | Kalifa Faifai Loa2                                                                                   |
| Parramatta Eels             | Fuifui Moimoi                                                                                        |
| Penrith Panthers            | Sam McKendry                                                                                         |
| St George Illawarra Dragons | Jason Nightingale, Nathan Fien                                                                       |
| South Sydney Rabbitohs      | Issac Luke                                                                                           |
| Sydney Roosters             | Jared Waerea-Hargreaves                                                                              |
| Wests Tigers                | Benji Marshall                                                                                       |
| Wigan                       | Thomas Leuluai                                                                                       |

1 Steve Matai était sélectionné dans l'équipe, mais il a dû déclarer forfait à cause d'une blessure. Il a été remplacé par Krisnan Inu. Inu a dû lui aussi déclarer forfait pour des raisons familiales et a été remplacé par Bill Tupou.
2 Manu Vatuvei était sélectionné dans l'équipe, mais il a dû déclarer forfait à cause d'une blessure. Il a été remplacé par Kalifa Faifai Loa.
3 Shaun Johnson était sélectionné dans l'équipe, mais il a dû déclarer forfait à cause d'une blessure. Il a été remplacé par Elijah Taylor.

### Pays de Galles
- Sélectionneur :  Iestyn Harris

| Club                  | Joueurs                                                                                                 |
| --------------------- | --- |
| Bradford              | Craig Kopczak                                                                                           |
| Burleigh Bears        | Mark Lennon                                                                                             |
| Central Comets        | Chris Beasley, Ian Webster                                                                              |
| Cronulla Sharks       | Tyson Frizell                                                                                           |
| Crusaders RL          | Andy Bracek, Gil Dudson, Ben Flower, Jordan James, Elliot Kear, Peter Lupton, Lloyd White, Lee Williams |
| Featherstone Rovers   | Ross Divorty                                                                                            |
| Halifax               | Danny Jones                                                                                             |
| Mackay Cutters        | Neil Budworth                                                                                           |
| South Wales Scorpions | Andrew Gay, Aled James, Christiaan Roets                                                                |
| Swinton               | Ian Watson                                                                                              |
| Warrington            | Lee Briers, Rhys Williams                                                                               |
| Wynnum Manly Seagulls | Matt Seamark                                                                                            |

- Gareth Thomas était appelé dans l'équipe mais il a pris sa retraite avec effet immédiat une semaine avant le début du tournoi.

## Arbitres
- Phil Bentham
- Matt Cecchin
- Henry Perenara
- Shane Rehm

## Résultats
Lors du premier tour, chaque sélection s'affronte une fois les trois autres. Un classement final détermine les deux nations qui iront en finale a l'Elland Road de Leeds. Le classement est réalisé avec les barèmes suivants : 2 points pour une victoire, 1 point pour un match nul et 0 point pour une défaite. Si plusieurs équipes sont à égalité de points, elles seront départagés à la différence de points général. 

### Premier tour
Première journée
| Le 28 octobre 2011 | Halliwell Jones Stadium, Warrington | Australie  | 26-12 | Nouvelle-Zélande |
| Le 29 octobre 2011 | Leigh Sports Village, Leigh         | Angleterre | 42-4  | Pays de Galles   |

Deuxième journée
| Le 5 novembre 2011 | Wembley Stadium, Londres | Pays de Galles | 0-36  | Nouvelle-Zélande |
| Le 5 novembre 2011 | Wembley Stadium, Londres | Angleterre     | 20-36 | Australie        |

Troisième journée
| Le 12 novembre 2011 | Ausgrid Stadium, Newcastle | Angleterre     | 28-6  | Nouvelle-Zélande |
| Le 13 novembre 2011 | Racecourse Ground,Wrexham  | Pays de Galles | 14-56 | Australie        |

| N° | Pays             | Joué | Gagné | Nul | Perdu | Points marqués | Points encaissés | Différence | Points |
| -- | ---------------- | ---- | ----- | --- | ----- | -------------- | ---------------- | ---------- | ------ |
| 1  | Australie        | 3    | 3     | 0   | 0     | 118            | 46               | +72        | 6      |
| 2  | Angleterre       | 3    | 2     | 0   | 1     | 90             | 46               | +44        | 4      |
| 3  | Nouvelle-Zélande | 3    | 1     | 0   | 2     | 54             | 54               | 0          | 2      |
| 4  | Pays de Galles   | 3    | 0     | 0   | 3     | 18             | 134              | -116       | 0      |

|  | Qualifié pour la finale (#1 et #2). |

### Finale
(mt : -)
Homme du match :  Johnathan Thurston
Points marqués :
- Australie : 5 essais de Thaiday (4e), Yow Yeh (57e), Thurston (63e), Inglis (69e) et Lockyer (80e) ; 4 transformations de Thurston (6e, 59e, 64e et 70e) ; 1 pénalité de Thurston (40e).
- Angleterre : 1 essai d'Hall (36e) ; 1 transformation de Sinfield (38e) ; 1 pénalité de Sinfield (52e).

Évolution du score : 
Arbitre :  Matt Cecchin
Spectateurs : 34 174
Composition des équipes :
- Australie : Darius Boyd - Akuila Uate, Greg Inglis, Chris Lawrence, Jharal Yow Yeh - Darren Lockyer (c), Johnathan Thurston - Matthew Scott, Cameron Smith, David Shillington, Luke Lewis, Sam Thaiday, Paul Gallen - Anthony Watmough, Cooper Cronk, Keith Galloway, Tony Williams - Entraîneur : Tim Sheens
- Angleterre : Sam Tomkins - Ryan Hall, Jack Reed, Kirk Yeaman, Tom Briscoe - Kevin Sinfield, Rangi Chase - James Graham, James Roby, Jamie Peacock (c), Jon Wilkin, Gareth Ellis, Ben Westwood - Gareth Widdop, Adrian Morley, Jamie Jones-Buchanan, Garreth Carvell - Entraîneur : Steve McNamara

## Matchs de préparation
| Le 16 octobre 2011 | KC Stadium, Hull         | Australie      | 42-6  | Nouvelle-Zélande |
| Le 21 octobre 2011 | Parc des Sports, Avignon | France         | 18-32 | Angleterre       |
| Le 22 octobre 2011 | The Gnoll, Neath         | Pays de Galles | 30-6  | Irlande          |